# بلانكوس
بلدية بلانكوس (بالإسبانية: Blancos) هي بلدية تقع في مقاطعة أورينسي التابعة لمنطقة غاليسيا شمال غرب إسبانيا.

## الديموغرافيا
بلغ عدد سكان بلدية بلانكوس 1.007 نسمة عام 2011 (وفقاً للمعهد الوطني للإحصاء الإسباني).
| 1.269 | 1.354 | 1.213 | 1.104 | 1.086 | 1.030 | 1.007 |